# Distrito de Feldkirch
Feldkirch es un distrito del estado de Vorarlberg, Austria.

## División administrativa
El distrito se divide en 24 municipios, uno de los cuales es una ciudad y tres son ciudades-mercado.

### Localidades con población (año 2018)
- Altach 6,624
- Düns 411
- Dünserberg 147
- Feldkirch 33,420
- Frastanz 6,434
- Fraxern 701
- Göfis 3,312
- Götzis 11,473
- Klaus 3,118
- Koblach 4,577
- Laterns 662
- Mäder 4,031
- Meiningen 2,245
- Rankweil 11,855
- Röns 352
- Röthis 1,942
- Satteins 2,703
- Schlins 2,404
- Schnifis 798
- Sulz 2,527
- Übersaxen 629
- Viktorsberg 411
- Weiler 2,075
- Zwischenwasser 3,203